# Шевелёв, Николай Васильевич
Николай Васильевич Шевелёв (13 [26] ноября 1877, Полтава — 12 декабря 1933, Нарва) — полковник, военный инженер.

## Биография
Окончил полтавский Петровский кадетский корпус в 1895 году и поступил в Николаевское инженерное училище, которое окончил в 1903 году. Желая расширить образование, поступил на архитектурное отделение Императорской Академии художеств, которую блестяще окончил в 1912 году. Выиграв конкурсный проект, Шевелёв вышел в отставку и уехал на 2 года в Рим, на Капри и в Париж.
Во время Первой мировой войны добровольно поступает на службу в Главное военно-инженерное управление и получает назначение быть руководителем работ в крепости Свеаборг, где прослужил до октября 1917 года.
Следующие годы прошли в эмиграции. В 1919 году в чине полковника был зачислен в Северо-Западную армию. Ему принадлежит проект рисунка денежных знаков СЗА.
Был одним из устроителей братской могилы северо-западников в Нарве и сооружения памятника. Начальником 1-й дивизии генералом Гейнце ему было поручено составление новых планов (по обмерам) нарвских крепостей. Им также выполнен проект здания 3-й школы, постройка трибун для певческого праздника, ремонт памятника Преображенцам и Семёновцам, павших в битве под Нарвой в 1700 году и др.
Скончался в бедности 12 декабря 1933 года. Похоронен 16 декабря на Сиверсгаузенском кладбище в Нарве.